# Török Lajos (százados)
Török Lajos (Váncsod, 1813 – Váncsod, 1870. október 21.) magyar honvédszázados.

## Életútja
Magyar nemesi családból származott. Apja Török István földbirtokos és szolgabíró volt Bihar vármegyében, a fia Török Lajos nemesi testőr, majd kilépett dzsidás hadnagy (1831-1840), 1840 után gazdálkodással is foglalkozott. Részt vett az 1848–49-es forradalom és szabadságharcban századosi beosztásban. 1848 nyarán a Bihar megyei nemzetőrség századosává választotta. 1848 augusztusban részt vett zászlóaljával a bánsági harcokban. 1848 novemberében a Nagyváradon alakult honvédzászlóaljba került századosi rangban. 1848 decemberétől részt vett Erdély felszabadításában. Végül 1849. július 20-án a Vöröstoronyi-szoros őrségével a Havasalföldre került, a törökök előtt tették le a fegyvert.
A levert szabadságharc után Török Lajos is emigrációba kényszerült. Mindvégig Kossuth Lajos híve volt, s Kütahyában beállott Kossuth önkéntes kísérői közé, végig Kossuth környezetében maradt a török száműzetésben, s Kossuth amerikai körútján egészen addig, amíg Kossuth el nem hagyta végleg Amerikát. Török Lajos ezután is feltalálta magát, Fráter Alajos  honvédszázadossal és Bíró Ede honvédőrnaggyal megnyitották New Yorkban A három magyarhoz (= To the three Hungarian) nevű kocsmát. Mint számos emigránst, Török Lajost is gyötörte a honvágy, 1857-ben hazajött amnesztiával Magyarországra, szülőföldjére száműzték, Váncsodon gazdálkodott. A kiegyezéskor belépett a Bihar megyei honvédegyletbe.